# Ghisa a grafite compatta

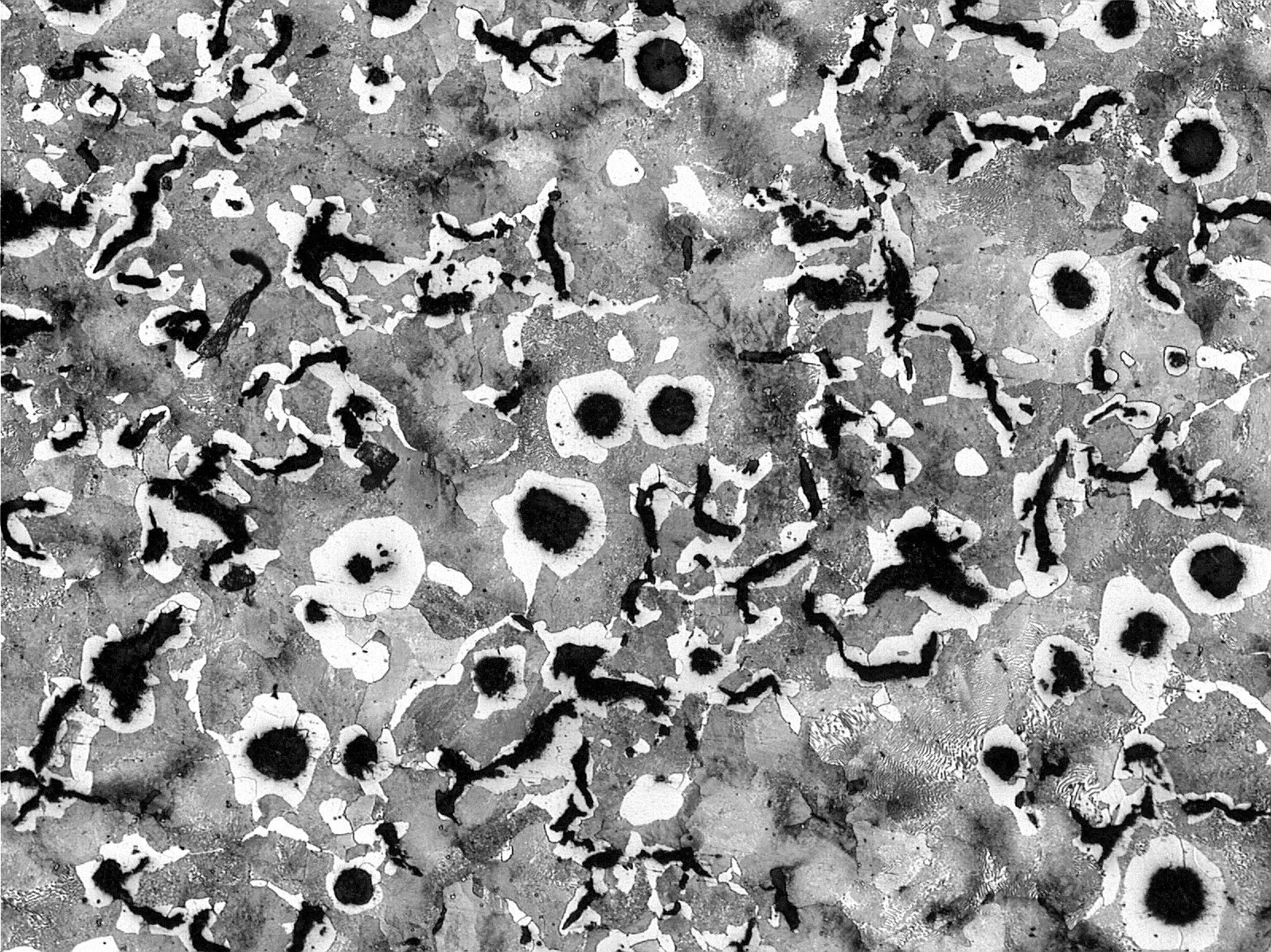
Vista al microscopio

La ghisa a grafite compattata (CGI, dall'acronimo inglese di Compacted Graphite Iron), nota anche come ghisa vermicolare, è una lega metallica appartenente alla famiglia delle leghe in ghisa, brevettata da RD Schelleng nel 1965.
Rispetto alla ghisa duttile, ha una maggiore resistenza e un peso inferiore.

## Metallurgia
La grafite contenuta nella ghisa a grafite compattata differisce nella struttura da quella della ghisa grigia, perché le particelle di grafite sono più corte e più spesse.

## Applicazioni
La prima applicazione commerciale della ghisa a grafite compattata è stata per i dischi freno dei treni ad alta velocità.
Successivamente la ghisa a grafite compattata è stata utilizzata per i blocchi dei motori diesel.